# Robert Iarusci
Robert Iarusci   (Toronto, 8 de novembre de 1954) és un exfutbolista canadenc de la dècada de 1970.
Fou 26 cops internacional amb la selecció del Canadà.
Pel que fa a clubs, destacà a New York Cosmos.